# 溪毛鼻鯰
溪毛鼻鯰，為輻鰭魚綱鯰形目毛鼻鯰科毛鼻鲶属的其中一種。主要分布於南美洲安地斯山脈的高山溪流，體長可達37.4公分。

## 扩展阅读
維基物種上的相關：溪毛鼻鯰